# Lee Sang-yeob
Đây là một tên người Triều Tiên, họ là Lee.
Lee Sang-yeob (tiếng Hàn: 이상엽; sinh ngày 8 tháng 5 năm 1983) là nam diễn viên Hàn Quốc. Anh được biết đến và trở nên nổi tiếng với các vai diễn trong bộ phim sitcom Living Among the Rich (2011–12), bộ phim kinh dị Chàng trai tốt bụng (2012), bộ phim truyền hình cổ trang Tình sử Jang Ok-jung (2013) và bộ phim giả tưởng Khi nàng say giấc (2017). Sang-yeob được giao vai chính đầu tiên trong bộ phim truyền hình cuối tuần A Little Love Never Hurts (2013). Gần đây, anh đã nhận được nhiều sự công nhận khi thể hiện vai Yoon Gyu-jin trong bộ phim truyền hình cuối tuần Once Again (2020).

## Đời tư
Lee Sang-yeob là cháu trai duy nhất của cố doanh nhân Kim Jong-jin, người từng đảm nhiệm các vị trí điều hành tại POSCO và Dongkuk Steel. Vào tháng 8 năm 2013, anh thừa nhận mình đã có mối quan hệ với Gong Hyun-joo được nửa năm và tình cảm bắt đầu khi họ là đồng nghiệp trong cùng công ty. Vào tháng 8 năm 2016, công ty thông báo họ đã chia tay vì lý do cá nhân. Họ thay đổi công ty tương ứng sau khi chia tay.

## Danh sách phim

### Phim
| Năm  | Nhan đề                       | Vai diễn              | Ghi chú             | Ng.    |
| ---- | ----------------------------- | --------------------- | ------------------- | ------ |
| 2008 | A Man Who Was Superman        | Bạn trai của Soo-jung |                     | [ 5 ]  |
| 2008 | Lovers of Six Years           | Yoon-seok             |                     |        |
| 2011 | Penny Pinchers                | Yang Gwan-woo         |                     | [ 5 ]  |
| 2012 | The Nutcracker in 3D          | N.C., the Nutcracker  | Lồng tiếng Hàn Quốc | [ 6 ]  |
| 2013 | Đại dịch cúm                  | Ju Byung-woo          |                     | [ 7 ]  |
| 2014 | Ex-Files                      | Park Eun-ho           | Phim Trung Quốc     | [ 8 ]  |
| 2018 | The Villagers                 | Ji-sung               |                     | [ 9 ]  |
| 2020 | The Day I Died: Unclosed Case | Hyung-joon            |                     | [ 10 ] |

### Phim truyền hình
| Năm  | Nhan đề                                | Kênh      | Vai diễn                                 | Ghi chú                      | Ng.           |
| ---- | -------------------------------------- | --------- | ---------------------------------------- | ---------------------------- | ------------- |
| 2007 | A Happy Woman                          | KBS2      |                                          |                              |               |
| 2008 | Thế Tông Đại vương                     | KBS1      | Thái tử Lee Hyang                        |                              | [ 11 ]        |
| 2008 | Kokkiri                                | MBC       | Joo Sang-yeob                            | Vai chính                    | [ 12 ]        |
| 2008 | The Art of Seduction                   | OCN       | Sung-il                                  |                              |               |
| 2008 | Here He Comes                          | MBC       |                                          |                              |               |
| 2009 | Her Style                              | KBS N     | Yoon Seok-woo                            |                              |               |
| 2011 | Midas                                  | SBS       | Han Jang-seok                            |                              | [ 13 ]        |
| 2011 | Miss Ripley                            | MBC       | Ha Cheol-jin                             |                              | [ 14 ]        |
| 2011 | Can't Lose                             | MBC       | Yeon Hyung-joo                           | Cameo (tập 6 và 9)           |               |
| 2011 | Living Among the Rich                  | JTBC      | Lee Sang-yeob                            | Vai chính                    | [ 15 ]        |
| 2012 | Koisuru Maison ~Rainbow Rose~          | TX        | Han Sae-woo                              | Loạt phim Nhật Bản           | [ 16 ]        |
| 2012 | Chàng trai tốt bụng                    | KBS2      | Park Joon-ha                             |                              | [ 17 ] [ 18 ] |
| 2013 | Tình sử Jang Ok-jung                   | SBS       | Lee Hoon, sau này là Hoàng tử Dongpyeong |                              | [ 19 ]        |
| 2013 | The Greatest Thing in the World        | MBC       | John Harrison                            | Vai chính (phần 2)           | [ 20 ]        |
| 2013 | A Little Love Never Hurts              | MBC       | Jung Jae-min                             | Vai chính                    | [ 21 ]        |
| 2015 | House of Bluebird                      | KBS2      | Jang Hyun-do                             | Vai chính                    | [ 22 ]        |
| 2016 | Tín hiệu                               | tvN       | Kim Jin-woo                              | Cameo (tập 9–11)             | [ 23 ]        |
| 2016 | The Master of Revenge                  | KBS2      | Park Tae-ha                              | Vai chính                    | [ 24 ]        |
| 2016 | Chuyện tình bác sĩ                     | SBS       | Kim Woo-jin                              | Cameo (tập 15, 16, 18 và 20) | [ 25 ]        |
| 2016 | Drama City "Home Sweet Home            | KBS2      | Kang Sung-min                            |                              | [ 26 ]        |
| 2016 | Cô vợ ngoại tình                       | JTBC      | Ahn Joon-young                           | Vai chính                    | [ 27 ]        |
| 2017 | Khi nàng say giấc                      | SBS       | Lee Yoo-bum                              | Vai chính                    | [ 28 ]        |
| 2017 | Drama City: You're Closer Than I Think | KBS2      | Choi Woo-jin                             |                              | [ 29 ]        |
| 2018 | Thánh ca tử thần                       | SBS       | Kim Hong-ki                              |                              | [ 30 ]        |
| 2018 | Top Star U-back                        | tvN       | Choi Ma-dol                              | Vai chính                    | [ 31 ]        |
| 2019 | Cuộc tình vụng trộm                    | Channel A | Yoon Jung-woo                            | Vai chính                    | [ 32 ]        |
| 2020 | Once Again                             | KBS2      | Yoon Gyu-jin                             | Vai chính                    | [ 33 ]        |
| 2020 | Giả danh                               | SBS       | Yoon Seok-ho                             | Vai chính                    |               |
| 2020 | Drama City: Traces of Love             | KBS2      | Jung Ji-sub                              |                              | [ 34 ]        |
| 2021 | On the Verge of Insanity               | MBC       | Han Se-kwon                              | Vai chính                    | [ 35 ]        |
| 2022 | Sao băng                               | tvN       | Do Ji-hyuk                               | Cameo (tập 11)               | [ 36 ]        |
| 2022 | Thiên nga bóng đêm                     | tvN       | Seo Eun-pyeong                           | Vai chính                    | [ 37 ] [ 38 ] |
| 2023 | Pure Boxer                             | KBS2      | Kim Tae-young                            |                              | [ 39 ]        |

### Phim chiếu mạng
| Năm  | Nhan đề               | Nền tảng | Vai diễn    | Ghi chú | Ng. |
| ---- | --------------------- | -------- | ----------- | ------- | --- |
| 2021 | Nara's Marvelous Days | Naver TV | Bạn trai cũ | Cameo   |     |

## Hoạt động khác

### Chương trình truyền hình
| Năm     | Tên chương trình                               | Kênh phát sóng | Vai trò            | Ghi chú                                     | Ng.    |
| ------- | ---------------------------------------------- | -------------- | ------------------ | ------------------------------------------- | ------ |
| 2015–16 | Luật rừng ở Samoa (Law of the Jungle in Samoa) | SBS            | Thành viên         | Tập 192–194                                 | [ 40 ] |
| 2017    | Running Man                                    | SBS            | Khách mời          | Tập 381                                     |        |
| 2018    | Running Man                                    | SBS            | Khách mời          | Tập 390–396                                 |        |
| 2018    | Running Man                                    | SBS            | Khách mời          | Tập 399–400                                 |        |
| 2018    | Running Man                                    | SBS            | Khách mời          | Tập 406–408                                 |        |
| 2018    | Running Man                                    | SBS            | Khách mời          | Tập 415                                     |        |
| 2018    | Reckless but Happy                             | SBS            | Host               | 6 tập                                       | [ 41 ] |
| 2019    | Prison Life of Fools                           | SBS            | Thành viên cố định | 26 tập                                      | [ 42 ] |
| 2019    | Running Man                                    | SBS            | Khách mời          | Tập 453                                     |        |
| 2019    | My Little Old Boy                              | SBS            | Special Host       | Tập 158                                     |        |
| 2019    | Trans-Siberian Pathfinders                     | tvN            | Thành viên cố định | Tập 4–9                                     | [ 43 ] |
| 2020    | Running Man                                    | SBS            | Khách mời          | Tập 509                                     |        |
| 2020    | Sixth Sense mùa 1                              | tvN            | Khách mời          | Tập 1                                       |        |
| 2020    | Three Idiots                                   | tvN            | Thành viên cố định | Mùa 2 (với Yang Se-chan và Hwang Kwang-hee) | [ 44 ] |
| 2021    | National Bang Bang Cook Cook                   | MBN            | Thành viên cố định | 12 tập                                      | [ 45 ] |
| 2021    | Sixth Sense mùa 2                              | tvN            | Thành viên cố định | Tập 2–14                                    | [ 46 ] |
| 2021    | Amazing Saturday                               | tvN            | Khách mời          | Tập 180 (với Mijoo)                         |        |
| 2021    | New Life for Children                          | MBC            | Co-host            | với Kim Hee-ae                              | [ 47 ] |

### Dẫn chương trình
| Năm  | Tên chương trình                                    | Mạng | Ghi chú                                    | Ng.    |
| ---- | --------------------------------------------------- | ---- | ------------------------------------------ | ------ |
| 2020 | Giải thưởng phim truyền hình KBS (KBS Drama Awards) | KBS2 | Dẫn cùng Do Kyung-wan và Jo Bo-ah (phần 2) | [ 48 ] |

## Giải thưởng và đề cử
| Năm  | Lễ trao giải                                                                                   | Hạng mục                                                                    | (Những) Người / Tác phẩm được đề cử              | Kết quả   | Ng.                  |
| ---- | ---------------------------------------------------------------------------------------------- | --------------------------------------------------------------------------- | ------------------------------------------------ | --------- | -------------------- |
| 2012 | Giải thưởng phim truyền hình KBS (KBS Drama Awards)                                            | Nam diễn viên phụ xuất sắc nhất                                             | Chàng trai tốt bụng                              | Đề cử     |                      |
| 2013 | Giải thưởng Ngôi sao APAN lần thứ 2 (2nd APAN Star Awards)                                     | Giải thưởng Nam diễn viên mới xuất sắc nhất                                 | Tình sử Jang Ok-jung                             | Đề cử     |                      |
| 2013 | Giải thưởng phim truyền hình MBC lần thứ 32 (32nd MBC Drama Awards)                            | Giải thưởng Nam diễn viên mới xuất sắc nhất                                 | A Little Love Never Hurts                        | Đoạt giải | [ 49 ]               |
| 2015 | Giải thưởng phim truyền hình KBS (KBS Drama Awards)                                            | Giải thưởng Cặp đôi đẹp nhất (với Chae Soo-bin)                             | House of Bluebird                                | Đề cử     |                      |
| 2017 | Giải thưởng phim truyền hình SBS (SBS Drama Awards)                                            | Giải thưởng xuất sắc, Nam diễn viên trong phim truyền hình thứ Tư - thứ Năm | Khi nàng say giấc                                | Đoạt giải | [ 50 ]               |
| 2017 | Giải thưởng phim truyền hình SBS (SBS Drama Awards)                                            | Nhân vật của năm                                                            | Khi nàng say giấc                                | Đề cử     |                      |
| 2019 | Giải thưởng Văn hóa và Giải trí Hàn Quốc lần thứ 27 (27th Korea Cultural Entertainment Awards) | Nam diễn viên xuất sắc nhất (TV)                                            | Love Affairs in the Afternoon                    | Đoạt giải | [ 51 ]               |
| 2019 | Giải thưởng Ngôi sao xuất sắc nhất Hàn Quốc lần thứ 8 (8th Korea Best Star Award)              | Giải thưởng Ngôi sao phim truyền hình xuất sắc nhất                         | Top Star U-back và Love Affairs in the Afternoon | Đoạt giải |                      |
| 2020 | Giải thưởng phim truyền hình KBS (KBS Drama Awards)                                            | Giải thưởng xuất sắc, Nam diễn viên trong phim truyền hình dài tập          | Once Again                                       | Đoạt giải | [ 52 ]               |
| 2020 | Giải thưởng phim truyền hình KBS (KBS Drama Awards)                                            | Giải thưởng Netizen, Nam diễn viên                                          | Once Again                                       | Đoạt giải | [ 53 ]               |
| 2020 | Giải thưởng phim truyền hình KBS (KBS Drama Awards)                                            | Giải thưởng cặp đôi đẹp nhất (với Lee Min-jung)                             | Once Again                                       | Đoạt giải | [ 54 ]               |
| 2020 | Giải thưởng phim truyền hình KBS (KBS Drama Awards)                                            | Nam diễn viên xuất sắc nhất trong phim truyền hình một màn/đặc biệt/ngắn    | Drama Special – Traces of Love                   | Đề cử     |                      |
| 2021 | Giải thưởng Ngôi sao APAN lần thứ 7 (7th APAN Star Awards)                                     | Giải thưởng xuất sắc hàng đầu, Nam diễn viên trong phim truyền hình dài tập | Once Again                                       | Đoạt giải | [ 55 ] [ 56 ] [ 57 ] |
| 2021 | Giải thưởng phim truyền hình MBC lần thứ 40 (40th MBC Drama Awards)                            | Giải thưởng xuất sắc, Nam diễn viên trong Miniseries                        | On the Verge of Insanity                         | Đoạt giải | [ 58 ]               |